# سفارة منغوليا في فرنسا
سفارة منغوليا في فرنسا هي أرفع تمثيل دبلوماسي لدولة منغوليا لدى فرنسا. تقع السفارة في باريس وهي تهدف لتعزيز المصالح المنغولية في فرنسا.

## وصلات خارجية
- الموقع الرسمي
- قائمة سفارات منغوليا
- قائمة السفارات في فرنسا